# Vitorino da Feltre
Vitorino da Feltre rođen 1378. u Feltre, u Italiji, preminuo 2. februara 1446. u Mantovi. Bio je istaknuti italijanski pedagog i prvi veliki praktičar italijanske pedagogije.

## Biografija
Studirao je na univerzitetu u Padovi. Po završetku univerziteta postao je profesor filozofije i retorike na univerzitetu. Ideju ,,nastave u prirodi" uspešno je inicirao i pristojno realizovao još u XIV veku.

## Škola
Na poziv mantovskog grofa Gonzare 1424. godine, Vittorino organizuje osnovnu školu pod nazivom (Casa Giocosa") - ,,Dom radosti". Organizacijom škole i vaspitnim radom u njoj, Vittorino se proslavio kao (Pater omniae humanitas") - ,,Otac svake humanosti" i kao prvi nastavnik novog tipa.  
Za školu je Vittorino iskoristio dvorac Gonzage. Dvorac se nalazio u prirodnom ambijentu , da bi poslužio kao neposredan kontakt s predmetima i pojavama u prirodi. To je ujedno bio i prvi pokušaj ostvarivanja ideje škole u prirodi, za koju su se zalagali mnogi pedagozi. Dvorac je preuredio tako što je iz njega izbacio sve što podseća na raskoš, od nameštaja do posluge, čime je hteo da kod dece vaspita umerenost. Prostorije za učenje su bile velike, sa mnogo svetlosti i vazduha, dok su zidovi bili ukrašeni freskama sa motivima dečijih igara. Na zidovima svake učionice u dvorcu napisana je didaktička sentenca - ,,bolje je lepo živeti nego lepo pisati". To je predstavljalo privlačnu sredinu, koja, prema Vittorinu, pomaže u učenju i vaspitanju.
Škola je imala oko osamdeset učenika iz raznih krajeva Italije, pre svega iz bogatog društva i najpoznatijih porodica, jer se njena slava prenela i van granice Italije.  Međutim, pošto je on bio veliki humanista, skroman čovek i nekoristoljubiv, u školu je primao darovitu decu iz siromašnih porodica, na besplatno školovanje, bez obzira što je to bila aristokratska škola. 
Indoktrisan idejama humanizma po svaku cenu, Vitorino je delimično zanemario neka neophodnan znanja i razvijanje odgovarajućih sposobnosti, a isticao je u prvi plan moralno i estetsko vaspitanje. Škola ,,Dom radosti" veliku pažnju je poklanjala fizičkom vaspitanju, koje je, u ranom srednjem veku i u doba sholastike, bilo potpuno potisnuto. Za jačanje tela koristilo se: trčanje, skakanje, rvanje, mačevanje, jahanje, gađanje lukom i plivanje. Veliku pažnju je poklanjao upoznavanju individualnih osobenosti učenika, kako bi se prema njima postupalo u vaspitanju. 
Škola je bila organizovana bez fizičkih kazni, a disciplinu je uspostavljao izuzetnom ljubavlju i vanrednim ,,pedagoškim taktom" u nastavnoj komunikaciji.

### O nastavi
Kada je reč o nastavi, veliku pažnju je poklanjao književnosti, gde su učenici samostalno izučavali rimske pisce Vergilija i Cicerona i grčke pisce Homera i Demostena. Takođe, veoma je cenio matematiku i prirodne nauke (astronomija, elementi poznavanja prirode). Pokušao je da reformiše i metod čitanja, tako što je uveo pokretna slova, dok je znanja i računa davao kroz igre, koristeći očiglednost.,